# Кеніги
Кеніги — рід великих поміщиків та підприємців 19 — початку 20 ст. Засновником роду був Леопольд Єгорович. Він володів на Харківщині 40 тис. десятин землі, у тому числі 16,8 тис. десятин промислового лісу, й став успішним підприємцем. Його знамениті Тростянецький (нині на території Сумської області) і Гутянський (нині смт Гути в Богодухівському районі Харківської області) маєтки входили до групи добре упорядкованих поміщицьких господарств, що швидко розвивалися в пореформену добу (див. Селянська реформа 1861). Виробництво с.-г. продукції тут поєднувалося з подальшою переробкою на власних підприємствах, до яких входили два цукрових, один потужний цукрорафінадний заводи, три винокурні, кілька парових млинів, цегельні, ремісничі майстерні із загальним виробництвом на суму понад 11 млн рублів. На початку 20 ст. сини Леопольда Юлій, Карл, Олександр та Фрідріх заснували найпотужніший у Російській імперії торговий дім «Товариство Л. Є. Кеніг — нащадки» (з головним представництвом у Санкт-Петербурзі) із загальною сумою капіталу в 21 млн руб. На заводських підприємствах коштами власників утримувалися школи, лікарні та житлові приміщення для робітників.